# Sasa albosericea
Sasa albosericea là một loài thực vật có hoa trong họ Hòa thảo. Loài này được W.T.Lin & J.Y.Lin miêu tả khoa học đầu tiên năm 1988.